# كاواواشيكاماش (كيبك)
كاواواشيكاماش (بالإنجليزية: Kawawachikamach, Quebec)‏ هي منطقة سكنية تقع في كندا في Côte-Nord. يقدر عدد سكانها بـ 586 نسمة ومساحتها 41.20 كم2 .